# Hamon

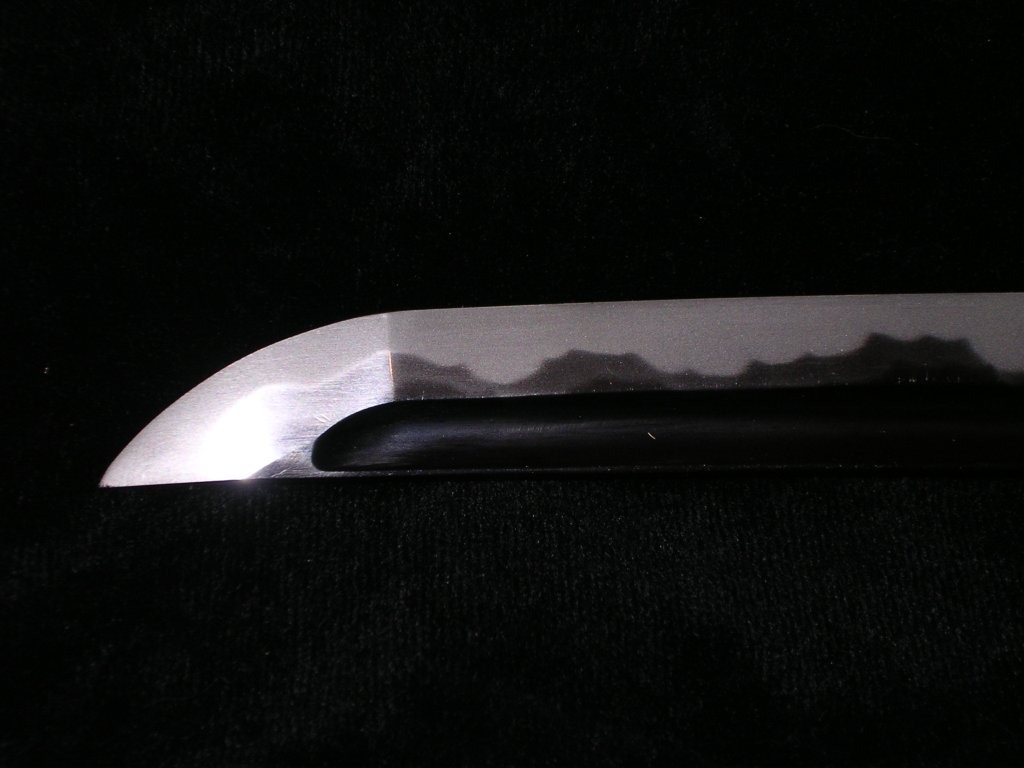
Deutliche Hamon an einer japanischen Klinge

Hamon (jap. 刃文) ist die sichtbare Härtezone auf japanischen Schwert-, Messer- und Lanzenklingen.

## Beschreibung
Der Hamon (japanische Substantive haben kein Geschlecht, meist wird der Hamon gesagt) ist das wichtigste sichtbare, ästhetische Element auf japanischen Klingen. Jeder Schwertschmiedemeister zeigt mit dem Hamon eine Art Signatur sowie sein technisches Können. Die feine Gestaltung ist ebenfalls ein Kennzeichen für die Qualität der Schmiedearbeit. Viele Experten erkennen an der Gestaltung des Hamon den Schmied, der die Klinge hergestellt hat. Oft ist die Gestaltung schul-, zeit- oder modeabhängig gewesen.
Die fertig geschmiedete und noch nicht gehärtete Klinge wird mit einer Mischung aus Lehm, Wasser, feingemahlenem Schleifstein und Holzkohlepulver bestrichen. Dabei wird der Schneidenbereich (Ha) nur sehr dünn mit der Lehmmischung abgedeckt. Die Seite und der Klingenrücken (Mune) werden dicker mit der Mischung bestrichen. In dem späteren Hamon-Bereich werden feine Querlinien aus der Lehmmischung aufgetragen, um die Form des Hamon zu beeinflussen. Nach dem Trocknen wird die Klinge mit dem Lehm wieder erhitzt, bis sie rotglühend ist. Der Schmied erkennt an der Farbe des glühenden Stahls die korrekte Temperatur (etwa 800 °C). Die Klinge wird zum richtigen Zeitpunkt aus der Esse genommen und schnell in einem Wasserbad abgekühlt. Durch den Lehmbestrich, der auf der Schneide nur dünn vorhanden ist, kühlt diese sehr schnell ab, während, bedingt durch den dickeren Lehmauftrag auf Seite und Rücken, diese Bereiche etwas langsamer abkühlen. An der Schneide entsteht durch das sehr schnelle Abkühlen eine Härtekonfiguration im Stahl (Austenit wird umgewandelt in Martensit, es entsteht ein Gemisch von Martensit und Perlit). Diese Struktur ist sichtbar und wird im Zusammenhang mit japanischen Schwertklingen „Nie“ oder „Nioi“ genannt. Durch das Abschrecken im Wasser härtet der Stahl. An der Schneide entsteht eine Härte von etwa 60 HRC, am Rücken eine von etwa 40 HRC. Der Hamon-Bereich wird nach dem Härteprozess durch Schleifen und spezielles Polieren der Klinge durch einen Fachmann (Togishi) besonders hervorgehoben. Dadurch wird auch die Struktur des Stahls (Hada) sichtbar. Das Vorhandensein eines Hamon ist kein Hinweis auf den Klingenaufbau oder die Stahlqualität. Klingen aus einer einzigen Stahlart (Monostahl) (Maru) können ebenso mit einem Hamon ausgestattet sein wie eine laminierte Klinge aus mehreren Stahlsorten (Sanmai, Kobuse, Waharia Tetsu oder Soshu Kitae).
Spezielle Formationen im Hamon (z. B. ASHI) haben außerdem einen praktischen Zweck: Sie sollen ein Weiterlaufen eines Risses, der bei einer Beschädigung entstehen kann, in den nicht so harten Klingenbereich verhindern. Dafür sorgen die elastischeren Bereiche in der Klinge. Sollte ein Riss in der Schneide entstehen („Hagire“), wäre die Klinge verloren. Die Struktur des Hamon ist nicht auf die Oberfläche beschränkt, sondern erstreckt sich auch auf das Innere der Klinge, allerdings in reduzierter Form abhängig von der Einhärtetiefe.
Es gibt verschiedene Formen des Hamon, die wie folgt benannt werden:
1. Suguha
2. Suguha-ashi
3. Gunome
4. Small Gunome
5. Irregular Gunome
6. Slanted Choji
7. Toran
8. Hitatsura-Choji
9. Ko-notare
10. Midare
11. Toran
12. Gunome Togare

Die hier benannten Versionen sind zum Teil die Grundtypen. Diese können zu weiteren Typen kombiniert werden (z. B. Gunome Midare). Hieraus ergeben sich viele weitere Versionen, z. B.:
- Sanbonsugi („drei Zedern“)
- Kikusui („Chrysantheme auf Wasser“)
- Hako („kistenförmig“)
- Yahazu („Kerben“)
- Mimigata („Ohren“)

## Hamon des Boshi

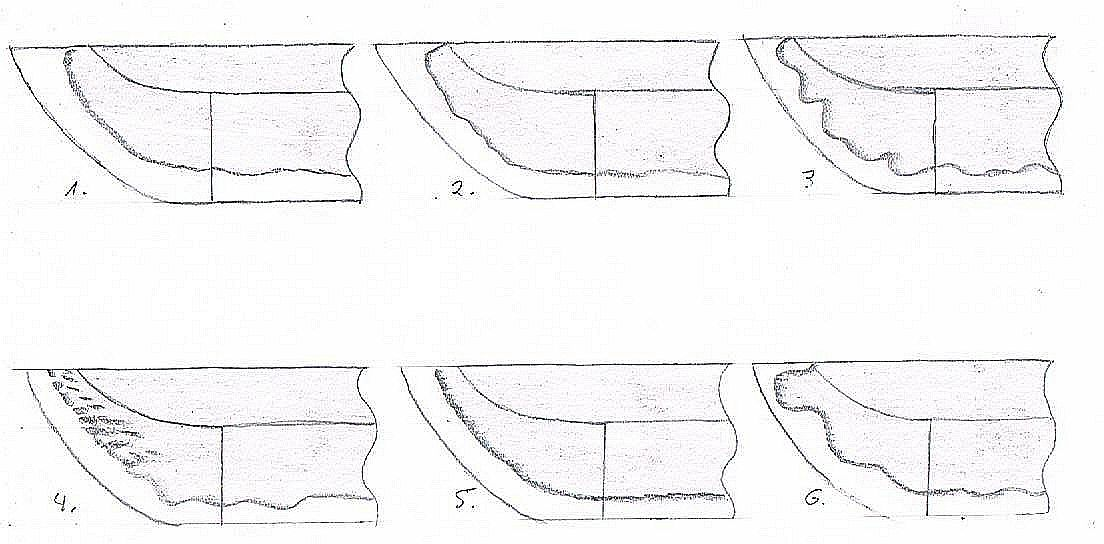
Typen der Boshi

Das Boshi ist der gehärtete Teil der Klingenspitze (Kissaki). Durch die Härtung mit Lehm entsteht dort ein manchmal abweichender Verlauf des Hamon, der unterschiedlich zu dem Hamon auf der Klingenschneide benannt wird. Diese Benennungen sind wie folgt:
1. Komaru („Kleiner Kreis“)
2. Ōmaru („Großer Kreis“)
3. Midare-Komi („Irregulär wellig“)
4. Hakikake („Pinselstrich“)
5. Yakizume („Keine Umkehr“)
6. Jizō („geformt wie Jizōs Kopf“)

## Moderne Versionen
Da die Herstellung von unter Lehm wassergehärteten Klingen aufwändig und schwierig ist (siehe auch differenzielle Härtung), wird ein Hamon auf modernen Klingen durch einseitigen Lehmauftrag (nur auf dem Klingenrücken) vor dem Härten in Öl erzeugt oder sogar manchmal gefälscht. Man produziert einen gefälschten Hamon durch Schleifen, Bürsten mit Metallbürsten oder durch Ätzen mit verschiedenen Säuren. Bei manchen modernen Schwertern werden Stähle verwendet, die aufgrund ihrer Eigenschaften nicht differenziell gehärtet werden können oder bei denen eine Lehmhärtung nicht sinnvoll wäre. In diesen Fällen wird auf einen gefälschten Hamon zurückgegriffen. Viele Fälschungen aus Fernost werden als echter Hamon angeboten und sind für Laien meist schwer zu erkennen.
Beim Härten in Öl wird die Klinge wesentlich schneller als an der Luft abgekühlt, jedoch wesentlich langsamer als in Wasser. Somit entstehen im Stahl Kristalle gröberer Körnung. Ungeschützt im Wasser abgeschreckt würde moderner Klingenstahl extrem feinkörnig und somit glashart und spröde. Das Öl, welches bevorzugt bereits auf etwa 50 °C vorgewärmt wird, hat jedoch eine deutlich geringere Wärmekapazität als das Wasser.
Durch den einseitigen Lehmauftrag bleibt der Stahl, der gehärtet werden soll, sichtbar und kann dadurch mit der optimalen Temperatur aus der Esse genommen werden.
Wie auch bei Damast werden nun die Bereiche unterschiedlicher Korngrößen und damit unterschiedlicher Härte sichtbar, indem die fertig geschliffene Klinge anschließend im Ganzen kurz mit Eisen-3-Chlorid behandelt wird. Der so sichtbare Hamon steht dem historischen Original in nichts nach.